# محاكمة الباب في تبريز
عُقدت محاكمة الباب في تبريز عام 1848م.

## خلفية
عُقدت محاكمة الباب في صيف عام 1848 في مدينة تبريز، حيث خضع للاستجواب من قِبل رجال الدين الإسلامي المحليين بحضور ناصر الدين شاه القاجاري، الذي كان حينها وليًا للعهد.

## الادعاء بالتراجع
وفقًا لأحد الروايات، وبعد تعرض الباب للجلد (ضرب الفلقة)، تراجع عن ادعاءاته ووقّع على تعهد مختوم بعدم تكرار أخطائه.

### التوثيق

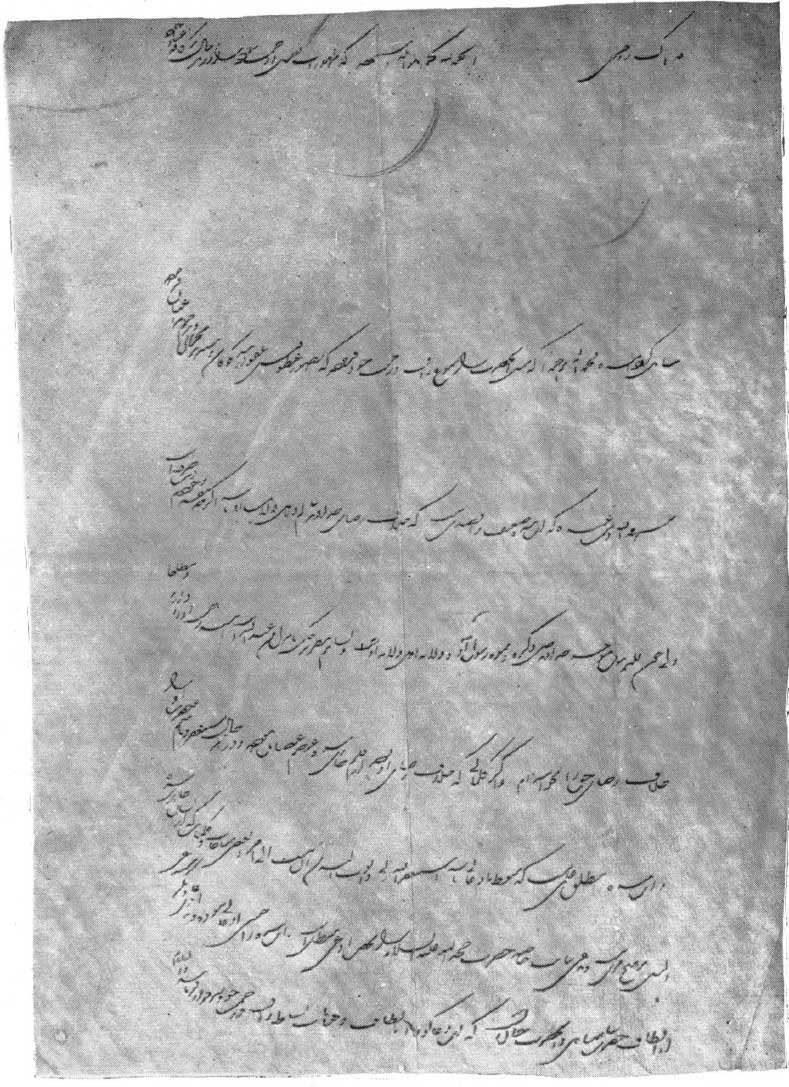
نسخة طبق الأصل من الوثيقة (ب) كما أُعيد إنتاجها في كتاب إدوارد براون "مواد لدراسة الدين البابي" (1918)

نشر المستشرق البريطاني إدوارد براون في كتابه مواد لدراسة الدين البابي (1918) وثيقتين تلقاهما من هيبوليت دريفوس في فبراير 1912. وكان دريفوس، وهو بهائي فرنسي وتلميذ لعبد البهاء، قد كتب لبراون معربًا عن شكوكه في صحة الوثيقتين طالبًا منه التحقق منهما.
الوثيقة الأولى (الوثيقة أ) عبارة عن مخطوطة يُزعم أنها كتبها أمير أصلان خان، الذي ترأس استجواب الباب في تبريز، ويُبلغ فيها الشاه مباشرة بأن الباب قد تاب. أما الوثيقة الثانية (الوثيقة ب)، والتي يبدو أنها بخط الباب نفسه، فهي تتضمن تراجعًا، ولكن لا يوجد ما يشير إلى أنها الوثيقة نفسها المذكورة في الوثيقة أ. وصف براون الخط بأنه أنيق لكنه يصعب قراءته، دون أن يُعطي رأيًا شخصيًا حول مدى صحة الوثيقة.
وبحسب السيد مهدي گلپايگاني، فقد عُثر على النسخ الأصلية للوثائق التي أعاد براون نشرها في أرشيف الدولة الإيرانية بعد خلع محمد علي شاه القاجاري عام 1909، ثم جرى تصويرها لاحقًا. وتُحفَظ هذه السجلات حاليًا في مكتبة البرلمان الإيراني.

### آراء الباحثين حول صحة الوثائق
يختلف الباحثون المعاصرون بشأن صحة الوثيقة ب.
يرى عباس امانات أن:
 النص المتعلق بالتراجع الذي نشره براون يستحق التحفظ الشديد. فهو غير مؤرخ وغير موقّع، ولا يمكن اعتباره التعهد المختوم المشار إليه في التقرير الرسمي. علاوة على ذلك، فإن لغته المباشرة والمبسطة تختلف تمامًا عن أسلوب الباب المميز. يمكننا الافتراض أنه، حتى إن كان أصيلًا، فقد أُعدّ من قِبل السلطات لكن، لأسباب مجهولة – ربما بسبب رفض الباب – لم يُوقَّع.
في المقابل، يجادل دينيس ماكيوين بأن:
 تعتمد صحة وثيقة التراجع ليس فقط على الخط، الذي يُقارن بخط الباب، بل أيضًا على الإنكار الصريح فيها لنوع معين من النيابة الخاصة عن الإمام، وهو أمر أنكره الباب بالفعل في مناسبات سابقة.

### الجدل والدفاعات
يصف عباس امانات الوثيقة ب بأنها: "جزء لا يتجزأ من كل الجدل المعادي للبابية والبهائية، وسلاح فعّال ضمن ترسانة من الوثائق المختلقة."
أما دينيس ماكيوين فيرى أن هذا الطعن لا علاقة له بمسألة صحة الوثيقة. وقد خُصص عمل بهائي مطول بعنوان بيان الحقائق لدحض صحة الوثيقة ب.
وتؤكد المصادر البابية أن الباب لجأ إلى التقية في عام 1845 حفاظًا على سلامته الشخصية، وأنه، رغم "اعترافه"، ظل مؤمنًا بأفكاره من الناحية الباطنية. في الواقع، لم ينكر قط أنه هو القائم الموعود.
تختلف المصادر البابية والبهائية المبكرة عن غيرها في سرد أحداث محاكمة 1848. وتزعم كتابات الدفاع أن الباب أظهر ثقة راسخة وتفوقًا على المحققين الدينيين أثناء المحاكمة. وتُشكك هذه المصادر في أنه تلقى تعليمًا رسميًا، وتؤكد أن معرفته ذات مصدر إلهي. وبغض النظر عن الموقف من الباب، تتفق جميع الروايات على أن رجال الدين ركزوا على أمرين: محدودية علم الباب المزعومة، وعدم قدرته المزعومة على إظهار المعجزات. ووفقًا لمنگول بيات، فإن الروايات التاريخية تشير إلى أن الاتهامات وكذلك الادعاءات بأن الباب فشل في الاختبارات كانت لها ما يبررها
تعليقًا على تقارير تراجع الباب في شيراز، كتب حميد ألغار ما يلي:
 رغم أن من المشروع التشكيك في دقة هذه الروايات، وقد تكون بعض التفاصيل قد اختُلقت أو مُبالغ فيها بهدف الإساءة إلى الباب، إلا أن سكوت المصادر البابية عن مجريات المواجهات يوحي بأن الباب قد خسر المناظرة أمام العلماء. 